# Blabirhinus
Blabirhinus es un género de coleópteros de la familia Anthribidae.

## Especies
Contiene las siguientes especies:
- Blabirhinus dorsalis Sharp, 1891
- Blabirhinus plumbeus Jordan, 1923